# Frías (kommun)
Frías är en kommun i Spanien.   Den ligger i provinsen Provincia de Burgos och regionen Kastilien och Leon, i den norra delen av landet, 260 km norr om huvudstaden Madrid. Antalet invånare är 277. Arean är 29,4 kvadratkilometer.
Terrängen i Frías är kuperad söderut, men norrut är den platt.